# Piękna Ogrodniczka
Piękna Ogrodniczka (fr. La belle jardinière; również znany pod tytułem Madonna z Dzieciątkiem i św. Janem) – obraz olejny włoskiego malarza i architekta Rafaela Santiego namalowany w 1507 lub 1508 roku. Znajduje się w zbiorach Luwru w Paryżu.

## Opis obrazu
Madonna jest centralną postacią kompozycji. Jest zwrócona w lewą stronę i nieznacznie pochylona do przodu. Ma subtelnie zarysowane policzki i przykryte przezroczystą chustą bujne blond włosy. Jej świętość jest pokreślona rozświetlonym, bezchmurnym niebem. Strój Madonny oparto na błękicie, żółci i czerwieni. W lamówce obok łokcia znajduje się autograf Rafaela. Umieszczenie autografu na odzieży Madonny było stałą praktyką Rafaela. Ze względu na nieczytelny podpis nie jest jasne, czy cyfry rzymskie mają być odczytane jako 1507 lub 1508. Rafael zapożyczył od Leonarda układ kompozycyjny i zastosowanie sfumato, a od Michała Anioła model ludzkich sylwetek (tu widoczny na postaci Dzieciątka). Znajdujący się w tle pejzaż ukazano ze szczegółami i z zachowaniem zasad perspektywy. Na podstawie badań botanicy rozpoznali na obrazie truskawki, orliki, wilczomlecz, bodziszka i babkę zwyczajną.
Wokół postaci Rafael, wzorem swoich mistrzów, umieścił symboliczne elementy. Łąka stanowi alegorię raju oraz nawiązanie do przedstawień Marii w zamkniętym ogrodzie. Truskawki były pokarmem świętych.

## Historia
Rafael namalował bardzo wiele obrazów, których tematem była Madonna z Dzieciątkiem i św. Janem Chrzcicielem. Wiele prac powstało w okresie florenckim, kiedy Rafael szkolił swój warsztat pod wpływem Leonarda da Vinci czy Michała Anioła, toteż mamy tu do czynienia ze swoistą syntezą stylów. We Florencji przebywał od 1504 do 1508 roku. Namalował wówczas trzy obrazy o tej samej tematyce: Madonnę w zieleni, Madonnę ze szczygłem oraz Madonnę Terranuova.
Obraz powstał prawdopodobnie na zlecenie sieneńskiego szlachcica Filippa Sergardiego. Dzieło pozostało niedokończone (prawdopodobnie na skutek przeprowadzki malarza do Rzymu), zgodnie z tradycją Piękną Ogrodniczkę miał ukończyć Ridolfo Ghirlandaio, jednak pogląd ten został później odrzucony. Kolejnym właścicielem obrazu był król Francji Franciszek I Walezjusz, jednak data i okoliczności przekazania obrazu są nieznane. W 1720 roku kolekcjoner sztuki Pierre-Jean Mariette nadał obrazowi tytuł Piękna ogrodniczka. W 1793 roku obraz wymieniono w inwentarzu Luwru. W 2020 roku obraz prezentowano czasowo w Ermitażu w Petersburgu.

## Galeria
Obrazy Madonny namalowane w okresie florenckim Rafaela.

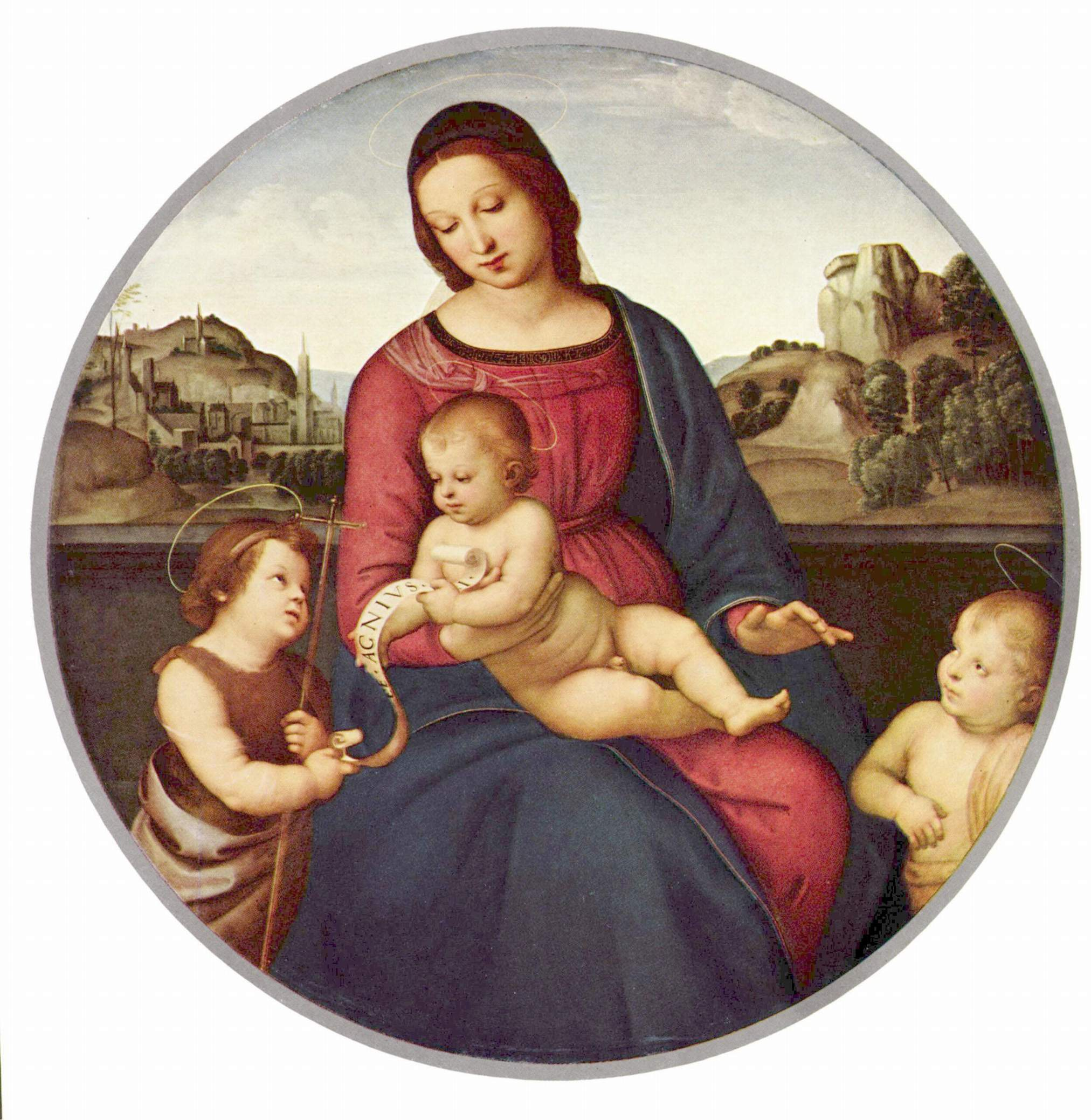
Madonna Terranuova, 1504–1505
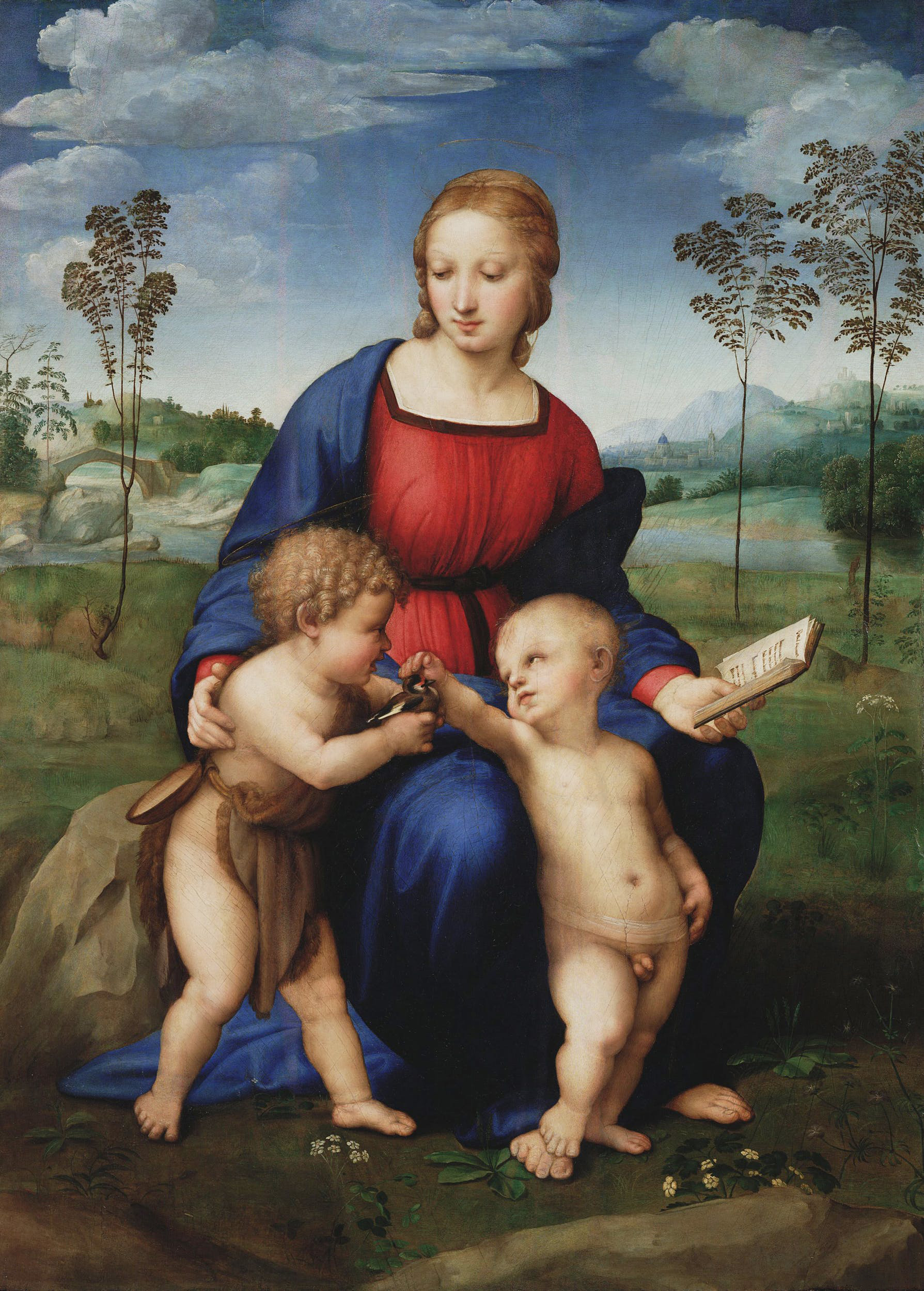
Madonna ze szczygłem, 1505–1506
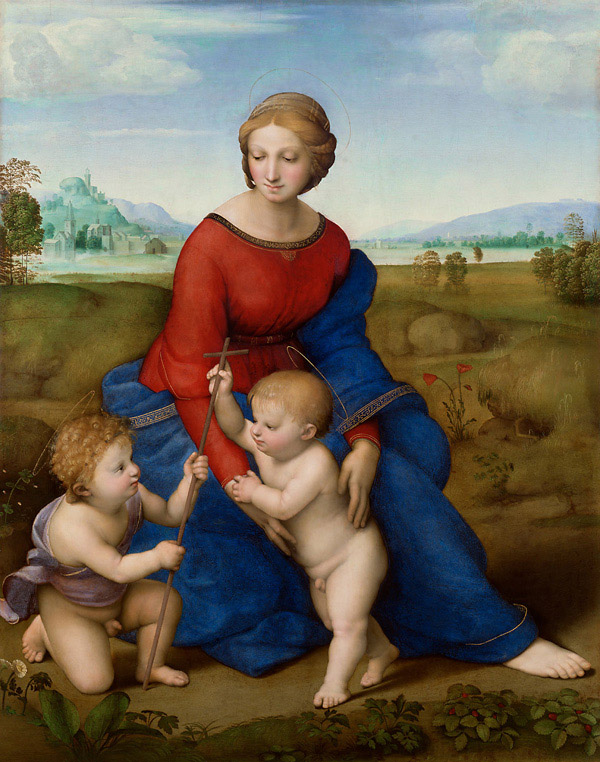
Madonna w zieleni, ok. 1507–1508